# Адамклісі (комуна)
Адамклісі (рум. Adamclisi) — комуна у повіті Констанца в Румунії. До складу комуни входять такі села (дані про населення за 2002 рік):
- Абруд (114 осіб)
- Адамклісі (1186 осіб) — адміністративний центр комуни
- Зоріле (656 осіб)
- Урлуя (328 осіб)
- Хацег (36 осіб)

Комуна розташована на відстані 153 км на схід від Бухареста, 55 км на захід від Констанци, 149 км на південь від Галаца.

## Населення
За даними перепису населення 2002 року у комуні проживали 2320 осіб.
Національний склад населення комуни:
| Національність   | Кількість осіб | Відсоток |
| ---------------- | -------------- | -------- |
| румуни           | 2220           | 95,7%    |
| турки            | 93             | 4,0%     |
| татари           | 4              | 0,2%     |
| угорці           | 1              | < 0,1%   |
| українці         | 1              | < 0,1%   |
| росіяни-липовани | 1              | < 0,1%   |

Рідною мовою назвали:
| Мова       | Кількість осіб | Відсоток |
| ---------- | -------------- | -------- |
| румунська  | 2227           | 96,0%    |
| турецька   | 87             | 3,8%     |
| татарська  | 4              | 0,2%     |
| угорська   | 1              | < 0,1%   |
| українська | 1              | < 0,1%   |

Склад населення комуни за віросповіданням:
| Релігія     | Кількість осіб | Відсоток |
| ----------- | -------------- | -------- |
| православні | 2220           | 95,7%    |
| мусульмани  | 99             | 4,3%     |
| атеїсти     | 1              | < 0,1%   |